# Ommatius gwenae
Ommatius gwenae là một loài ruồi trong họ Asilidae. Ommatius gwenae được Scarbrough miêu tả năm 1984. Loài này phân bố ở vùng Tân nhiệt đới.